# 안규성
안규성(安珪星, 1991년 11월 9일 ~ )은 전 KBO 리그 넥센 히어로즈의 우완 언더핸드 투수이자, 현 KBO 리그 시흥 울브스의 투수코치이다.

## 선수 시절

### 넥센 히어로즈시절
2010년에 입단하였다.

### 경찰 야구단시절
2012년 시즌 후에 입단하여 2014년에 복무를 마쳤다.

### 넥센 히어로즈복귀
2014년에 복귀하였다.

## 야구선수 은퇴 후
2021년부터 시흥 울브스의 투수코치로 활동한다.

## 출신 학교
- 서울갈산초등학교
- 자양중학교
- 선린인터넷고등학교